# Ion Culcea
Ion Culcea este un fost senator român în legislatura 1992-1996 ales în județul Teleorman pe listele partidului PDSR. Ion Culcea a fost validat ca senator pe data de 11 noiembrie 1993 când l-a înlocuit pe senatorul Dragomir Stan.

## Legături externe
- Ion Culcea Arhivat în 22 august 2016, la Wayback Machine. la cdep.ro